# AIA:s guldmedalj
AIA guldmedalj är ett amerikanskt arkitekturpris som delas ut av American Institute of Architects. Det är institutets högsta utmärkelse och sedan 1947 delas det ut årligen.

## Lista över mottagare av AIA-priset
- 2022: Angela Brooks / Lawrence Scarpa (USA)
- 2021: (ingen utdelning)
- 2020: Marlon Blackwell (USA)
- 2019: Richard Rogers (Italien, Storbritannien)
- 2018: James Polshek (USA)
- 2017: Paul R. Williams (USA)
- 2016: Robert Venturi / Denise Scott Brown (USA)
- 2015: Moshe Safdie (Kanada, Israel)
- 2014: Julia Morgan (USA), postumt
- 2013: Thom Mayne (USA)
- 2012: Steven Holl (USA)
- 2011: Fumihiko Maki (Japan)
- 2010: Peter Bohlin (USA)
- 2009: Glenn Murcutt (Australien)
- 2008: Renzo Piano (Italien)
- 2007: Edward Larrabee Barnes (postumt) (USA)
- 2006: Antoine Predock (USA)
- 2005: Santiago Calatrava (Spanien)
- 2004: Samuel Mockbee (postumt) (USA)
- 2003: (ingen utdelning)
- 2002: Tadao Ando (Japan)
- 2001: Michael Graves (USA)
- 2000: Ricardo Legorreta (Mexiko)
- 1999: Frank Gehry (Kanada)
- 1998: (ingen utdelning)
- 1997: Richard Meier (USA)
- 1996: (ingen utdelning)
- 1995: César Pelli (Argentina)
- 1994: Sir Norman Foster (Storbritannien)
- 1993: Thomas Jefferson (postumt) (USA)
- 1993: Kevin Roche (USA)
- 1992: Benjamin C. Thompson (USA)
- 1991: Charles Willard Moore (USA)
- 1990: E. Fay Jones (USA)
- 1989: Joseph Esherick (USA)
- 1988: (ingen utdelning)
- 1987: (ingen utdelning)
- 1986: Arthur Charles Erickson (Kanada)
- 1985: William Wayne Caudill (postumt) (USA)
- 1984: (ingen utdelning)
- 1983: Nathaniel Alexander Owings (USA)
- 1982: Romaldo Giurgola (USA)
- 1981: Josep Lluís Sert (Spanien)
- 1980: (ingen utdelning)
- 1979: Ieoh Ming Pei (USA)
- 1978: Philip Cortelyou Johnson (USA)
- 1977: Richard Joseph Neutra (postumt) (Österrike)
- 1976: (ingen utdelning)
- 1975: (ingen utdelning)
- 1974: (ingen utdelning)
- 1973: (ingen utdelning)
- 1972: Pietro Belluschi (USA)
- 1971: Louis I. Kahn (USA)
- 1970: Richard Buckminster Fuller (USA)
- 1969: William Wilson Wurster (USA)
- 1968: Marcel Lajos Breuer (Tyskland)
- 1967: Wallace Kirkman Harrison (USA)
- 1966: Kenzo Tange (Japan)
- 1965: (ingen utdelning)
- 1964: Pier Luigi Nervi (Italien)
- 1963: Alvar Aalto (Finland)
- 1962: Eero Saarinen (postumt) (Finland/USA)
- 1961: Le Corbusier (Schweiz)
- 1960: Ludwig Mies van der Rohe (Tyskland)
- 1959: Walter Adolph Gropius (Tyskland)
- 1958: John Wellborn Root (USA)
- 1957: Ralph Walker (USA)
- 1957: Louis Skidmore (USA)
- 1956: Clarence S. Stein (USA)
- 1955: William Marinus Dudok (Nederländerna)
- 1954: (ingen utdelning)
- 1953: William Adams Delano (USA)
- 1952: Auguste Perret (Frankrike)
- 1951: Bernard Ralph Maybeck (USA)
- 1950: Sir Patrick Abercrombie (Storbritannien)
- 1949: Frank Lloyd Wright (USA)
- 1948: Charles Donagh Maginnis (Irland/USA)
- 1947: Eliel Saarinen (Finland/USA)
- 1944: Louis Henri Sullivan (USA)
- 1938: Paul Philippe Cret (Frankrike/USA)
- 1933: Ragnar Östberg (Sverige)
- 1929: Milton Bennett Medary (USA)
- 1927: Howard Van Doren Shaw (USA)
- 1925: Sir Edwin Landseer Lutyens (Storbritannien)
- 1925: Bertram Grosvenor Goodhue (USA)
- 1923: Henry Bacon (USA)
- 1922: Victor Laloux (Frankrike)
- 1914: Jean-Louis Pascal (Frankrike)
- 1911: George Browne Post (USA)
- 1909: Charles Follen McKim (USA)
- 1907: Sir Aston Webb (Storbritannien)